# Taràntules: Una càrrega mortal
Taràntules: Una càrrega mortal (títol original, Tarantulas: The Deadly Cargo) és un telefilm de terror estatunidenc del 1977 dirigit per Stuart Hagmann i protagonitzat per Claude Akins, Charles Frank, Deborah Winters, Matthew Laborteaux i Pat Hingle. La pel·lícula va ser produïda per Alan Landsburg Productions i emesa a CBS el 28 de desembre de 1977. Ha estat doblada al català.

## Argument
A l'Equador, dos pilots temeraris amb fam de diners subornen funcionaris per tal de fer volar una càrrega de grans de cafè des d'Amèrica del Sud cap als Estats Units. Per pagar els funcionaris, es colen a bord de tres passatgers que accepten introduir de contraban als Estats Units.
Els problemes sorgeixen quan es carreguen sacs de mongetes que contenen taràntules mortals al moll de càrrega. Durant el vol, els aràcnids verinosos, irritats per la vibració de l'avió i la gran altitud, escapen dels sacs durant una tempesta ferotge. Mentre l'avió trontolla sota les pluges torrencials, els sacs s'obren, vessant les mongetes i les aranyes nocives. Els tres immigrants il·legals estan atrapats a la bodega amb les aranyes. En va intenten contenir les aranyes amb les seves sabates o qualsevol material d'atac que puguin trobar. Les aranyes letals finalment superen les tres.
Mentrestant, a la cabina, els pilots treballen per superar un problema mecànic en desenvolupament que posa en perill l'avió. S'adonen que han de fer un aterratge d'emergència quan passen per sobre de la ciutat productora de taronges de Finleyville, Califòrnia. Sense que els pilots ho sàpiguen, els aràcnids s'han escapat i comencen a pulular a la cabina, atacant als pilots. L'avió s'estavella a prop de Finleyville.
El sistema de resposta a emergències de la ciutat es mou per ajudar els avions i els pilots abatuts. Un incendi esclata al lloc de l'accident i les mortals taràntules es desplacen del lloc cap a un taronger proper. El foc es controla i els pilots i els passatgers són retirats de l'avió. Els que no van morir comencen a mostrar símptomes estranys. El metge de la ciutat, el Dr. Hodgins (Pat Hingle), està desconcertat fins que un ciutadà local que ha estat mossegat, de sobte cau a terra.
Cindy Beck (Deborah Winters) i el seu promès (Charles Frank) ajuden amb la investigació. El seu germà Matthew (Matthew Laborteaux) troba una aranya, però ningú l'escolta.
Una família d'aviadors, la família Beck, intenta resoldre el trencaclosques de per què es va estavellar l'avió. Els diuen que les taràntules són en realitat aranya plàtan, descrites com "l'aranya més agressiva i verinosa del món". Mentrestant, les taràntules continuen amb els seus atacs i més gent es porta a la clínica del doctor Hodgins. El metge finalment ho descobreix, però en aquest moment, les aranyes s'han estès. L'alcalde de la ciutat té por que qualsevol notícia del problema que infesta les taronges de la ciutat provoqui la ruïna financera del municipi.
Bert Springer (Claude Akins), un dels ciutadans responsables de la ciutat, ajuda la família Beck a investigar. El germà de Cindy és mossegat i incapacitat per l'aranya i mor. Bert organitza els ciutadans de la ciutat, i arrisquen les seves vides intentant salvar la ciutat mentre les aranyes que busquen menjar convergeixen a la planta d'envasament de taronja.
El pla per desfer-se de les aranyes consisteix a exposar els aràcnids mortals als sorolls del seu enemic: les vespes. Utilitzant un so amplificat de brunzits de vespes, les taràntules queden immòbils. Això permet a una tripulació de gent del poble recollir les aranyes en galledes plenes d'alcohol, que les mata. Durant el procés, el sistema elèctric s'apaga i la tripulació es veu envoltada de sobte per les aranyes mortals quan les portes, que estan controlades elèctricament, es tanquen de cop. Un professor local s'entra per una finestra prop del terrat i els porta a un lloc segur. Quan es torna a engegar, la tripulació torna per fer-se càrrec de la resta de les aranyes.

## Repartiment
- Claude Akins (VF: Henry Djanick).........Bert Springer
- Charles Frank..........Joe Harmon
- Deborah Winters........Cindy Beck
- Matthew Laborteaux.....Matthew Beck
- Sandy McPeak...........Chief Beasley
- Penelope Windust.......Gloria Beasley
- Tom Atkins (VF: Pierre Hatet)....Buddy
- Howard Hesseman........Fred
- Bert Remsen (VF: Jean Berger)...Mayor Douglas
- Pat Hingle (VF: René Renot)...Doc Hodgins
- Charles Siebert... Rich Finley

## Premis i nominacions
Va participar com a part de la secció oficial al XI Festival Internacional de Cinema Fantàstic i de Terror de Sitges, tot i que no va obtenir cap premi.
Premis Emmy
- Nominada, "Assoliment destacat en l'edició de so de pel·lícula per a un especial"
- Nominada, "Assoliment destacat en la mescla de so de pel·lícules"